# Herb Gubina
Herb Gubina – jeden z symboli miasta Gubin w postaci herbu przyjęty uchwałą w grudniu 2000 roku. Herb zaprojektował Ryszard Pantkowski.

## Wygląd i symbolika
Herb przedstawia w srebrnym polu tarczy typu hiszpańskiego fragment muru obronnego z trzema blankowymi basztami w kolorze czerwonym. Środkowa baszta wyższa i szersza zwieńczona złotą koroną, pozostałe nakryte błękitnymi stożkowatymi daszkami ze złotymi kulami na szczytach. Na środkowej wieży czerwona tarcza z białym orłem w skos. W murze fortecznym otwarta brama z podniesioną kratą z wnętrzem wypełnionym czernią. Na złotych drzwiach bramy czarne okucia zawiasów. Po bokach wnęki zamurowanych otworów drzwiowych z widocznymi otworami strzelniczymi.
Biały orzeł określany jest jako godło Kazimierza Wielkiego.

## Historia

Herb miasta Guben

Herb w zbliżonej formie pojawił się w XIX wieku. Po 1945 roku po polskiej stronie usunięto stare herby i umieszczono polskiego orła bez korony, znacznie również uproszczono rysunek i zmieniono kolorystykę. W latach 70. XX wieku herb Gubina uległ kolejnemu uproszczeniu – zniknęła również korona znad środkowej baszty oraz tarcza herbowa. W tamtym okresie herb pojawiał się w różnych kolorach – od czerwonego przez zielony po czarny. Po raz kolejny herb zmienił swój kształt w sierpniu 1990 roku – powróciła korona i biały orzeł, daleki był on jednak od oryginału i niezgodny z zasadami heraldyki.
Historyczny herb miasta z 1883 roku zachował niemiecki Guben, na którym na wieżach występują trzy tarcze herbowe: w środku czeski biały lew, po prawej heraldycznej herb Saksonii, po lewej czarny orzeł pruski.